# Neoseiulus
Neoseiulus är ett släkte av spindeldjur. Neoseiulus ingår i familjen Phytoseiidae.

## Dottertaxa tillNeoseiulus, i alfabetisk ordning[1]
- Neoseiulus accessus
- Neoseiulus aceriae
- Neoseiulus aegyptocitri
- Neoseiulus agrafioticus
- Neoseiulus agrestis
- Neoseiulus akakius
- Neoseiulus aleurites
- Neoseiulus alidis
- Neoseiulus allenrolfius
- Neoseiulus alpinus
- Neoseiulus alustoni
- Neoseiulus amicus
- Neoseiulus angeliquae
- Neoseiulus angolaensis
- Neoseiulus anonymus
- Neoseiulus apeuthus
- Neoseiulus apkutik
- Neoseiulus arenarius
- Neoseiulus arenillus
- Neoseiulus argentinus
- Neoseiulus argillaceus
- Neoseiulus aridus
- Neoseiulus aristotelisi
- Neoseiulus arutunjani
- Neoseiulus asperisetatus
- Neoseiulus astutus
- Neoseiulus atrii
- Neoseiulus atsak
- Neoseiulus australograminis
- Neoseiulus balios
- Neoseiulus balisungsongus
- Neoseiulus baraki
- Neoseiulus barkeri
- Neoseiulus barreti
- Neoseiulus baticola
- Neoseiulus bayviewensis
- Neoseiulus bellinus
- Neoseiulus benicus
- Neoseiulus benjamini
- Neoseiulus bheraensis
- Neoseiulus bicaudus
- Neoseiulus brevicalix
- Neoseiulus brevispinus
- Neoseiulus brigarinus
- Neoseiulus buxeus
- Neoseiulus byssus
- Neoseiulus californicus
- Neoseiulus callunae
- Neoseiulus calorai
- Neoseiulus camarus
- Neoseiulus campanus
- Neoseiulus cangaro
- Neoseiulus caobae
- Neoseiulus cappari
- Neoseiulus caribbeanus
- Neoseiulus caruncula
- Neoseiulus carverae
- Neoseiulus casimiri
- Neoseiulus cavagnaroi
- Neoseiulus cecileae
- Neoseiulus ceratoni
- Neoseiulus certus
- Neoseiulus chascomensis
- Neoseiulus chaudhrii
- Neoseiulus chinensis
- Neoseiulus cinctutus
- Neoseiulus clinopodii
- Neoseiulus coatesi
- Neoseiulus collegae
- Neoseiulus comitatus
- Neoseiulus communis
- Neoseiulus conconiensis
- Neoseiulus conicus
- Neoseiulus constricticervix
- Neoseiulus conterminus
- Neoseiulus cozae
- Neoseiulus crataegi
- Neoseiulus cree
- Neoseiulus cryptomeriae
- Neoseiulus cucumeris
- Neoseiulus cucumeroides
- Neoseiulus culpus
- Neoseiulus curvus
- Neoseiulus cydnodactylon
- Neoseiulus cynodonae
- Neoseiulus depilo
- Neoseiulus desertus
- Neoseiulus dicircellatus
- Neoseiulus dieteri
- Neoseiulus disparis
- Neoseiulus dissipatus
- Neoseiulus dodonaeae
- Neoseiulus draconis
- Neoseiulus driggeri
- Neoseiulus dungeri
- Neoseiulus echinochlovorus
- Neoseiulus edestes
- Neoseiulus ellesmerei
- Neoseiulus engaddensis
- Neoseiulus eremitus
- Neoseiulus erugatus
- Neoseiulus esculentus
- Neoseiulus eucolli
- Neoseiulus exiguus
- Neoseiulus extricatus
- Neoseiulus fallacis
- Neoseiulus fallacoides
- Neoseiulus fauveli
- Neoseiulus ficusi
- Neoseiulus foramenis
- Neoseiulus gansuensis
- Neoseiulus ghanii
- Neoseiulus gracilentus
- Neoseiulus gracilis
- Neoseiulus haimatus
- Neoseiulus hamus
- Neoseiulus hanselli
- Neoseiulus harrowi
- Neoseiulus harveyi
- Neoseiulus helmi
- Neoseiulus hirotae
- Neoseiulus houstoni
- Neoseiulus huffakeri
- Neoseiulus huron
- Neoseiulus idaeus
- Neoseiulus imbricatus
- Neoseiulus inabanus
- Neoseiulus inak
- Neoseiulus inculatus
- Neoseiulus indicus
- Neoseiulus inflatus
- Neoseiulus innuit
- Neoseiulus inornatus
- Neoseiulus insularis
- Neoseiulus interfolius
- Neoseiulus iroquois
- Neoseiulus kamalensis
- Neoseiulus kapjik
- Neoseiulus karandinosi
- Neoseiulus kearnae
- Neoseiulus kennetti
- Neoseiulus kermanicus
- Neoseiulus kerri
- Neoseiulus knappi
- Neoseiulus kodryensis
- Neoseiulus kolodotshkai
- Neoseiulus koyamanus
- Neoseiulus krugeri
- Neoseiulus lablabi
- Neoseiulus lamticus
- Neoseiulus lateralis
- Neoseiulus latoventris
- Neoseiulus lecki
- Neoseiulus leigongshanensis
- Neoseiulus letrauformis
- Neoseiulus leucophaeus
- Neoseiulus liangi
- Neoseiulus liticellus
- Neoseiulus longilaterus
- Neoseiulus longisiphonulus
- Neoseiulus longispinosus
- Neoseiulus loxtoni
- Neoseiulus loxus
- Neoseiulus lula
- Neoseiulus luppovae
- Neoseiulus lushanensis
- Neoseiulus lyrinus
- Neoseiulus makedonicus
- Neoseiulus makuwa
- Neoseiulus malaban
- Neoseiulus marginatus
- Neoseiulus marinellus
- Neoseiulus marinus
- Neoseiulus martinicensis
- Neoseiulus mazurensis
- Neoseiulus mebeloi
- Neoseiulus melaleucae
- Neoseiulus melinis
- Neoseiulus micmac
- Neoseiulus monomacrosetus
- Neoseiulus montanus
- Neoseiulus muganicus
- Neoseiulus multiporus
- Neoseiulus mumae
- Neoseiulus mumai
- Neoseiulus myrtea
- Neoseiulus neoaurescens
- Neoseiulus neobaraki
- Neoseiulus neoghanii
- Neoseiulus neoparaki
- Neoseiulus neoreticuloides
- Neoseiulus neotunus
- Neoseiulus nescapi
- Neoseiulus nidus
- Neoseiulus nodus
- Neoseiulus noosae
- Neoseiulus novaescotiae
- Neoseiulus onzoi
- Neoseiulus opimia
- Neoseiulus orientalis
- Neoseiulus ornatus
- Neoseiulus oryzacolus
- Neoseiulus ostium
- Neoseiulus paloratus
- Neoseiulus pannuceus
- Neoseiulus paraibensis
- Neoseiulus paraki
- Neoseiulus paramarinus
- Neoseiulus parapopuli
- Neoseiulus parvipilis
- Neoseiulus paspalivorus
- Neoseiulus pegasus
- Neoseiulus perfectus
- Neoseiulus perspectus
- Neoseiulus peruanas
- Neoseiulus phragmitidis
- Neoseiulus picanus
- Neoseiulus pieteri
- Neoseiulus placitus
- Neoseiulus planatus
- Neoseiulus plantagenis
- Neoseiulus plumosus
- Neoseiulus pluridentatus
- Neoseiulus poculi
- Neoseiulus populi
- Neoseiulus pristisimilis
- Neoseiulus provectus
- Neoseiulus pseudoherbarius
- Neoseiulus pseudotauricus
- Neoseiulus pseudoumbraticus
- Neoseiulus queenslandensis
- Neoseiulus rambami
- Neoseiulus rancidus
- Neoseiulus recifensis
- Neoseiulus reductus
- Neoseiulus reticulatus
- Neoseiulus reticuloides
- Neoseiulus roumelioticus
- Neoseiulus salicicola
- Neoseiulus salish
- Neoseiulus scapilatus
- Neoseiulus scoticus
- Neoseiulus segnis
- Neoseiulus sehlabatei
- Neoseiulus setulus
- Neoseiulus shambati
- Neoseiulus shanksi
- Neoseiulus sharonensis
- Neoseiulus shiheziensis
- Neoseiulus simplexus
- Neoseiulus sinaiticum
- Neoseiulus sioux
- Neoseiulus smithmeyerae
- Neoseiulus sospesitis
- Neoseiulus sparaktes
- Neoseiulus specus
- Neoseiulus spicatus
- Neoseiulus spineus
- Neoseiulus sporobolus
- Neoseiulus steinerae
- Neoseiulus stolidus
- Neoseiulus striatus
- Neoseiulus subreticulatus
- Neoseiulus subrotundus
- Neoseiulus subsolidus
- Neoseiulus sugonjaevi
- Neoseiulus swartii
- Neoseiulus tabis
- Neoseiulus tabularis
- Neoseiulus taiwanicus
- Neoseiulus tareensis
- Neoseiulus tauricus
- Neoseiulus teke
- Neoseiulus tenuisetae
- Neoseiulus tervus
- Neoseiulus thwaitei
- Neoseiulus tibielingmiut
- Neoseiulus tienhsainensis
- Neoseiulus tobon
- Neoseiulus tornadus
- Neoseiulus transversus
- Neoseiulus triangularis
- Neoseiulus tridenticus
- Neoseiulus tshernovi
- Neoseiulus tunus
- Neoseiulus turangae
- Neoseiulus ulatei
- Neoseiulus uliginosus
- Neoseiulus umbraticus
- Neoseiulus umsteadi
- Neoseiulus uvidus
- Neoseiulus vallis
- Neoseiulus vanderlindei
- Neoseiulus wanrooyae
- Neoseiulus vardgesi
- Neoseiulus warrum
- Neoseiulus vasoides
- Neoseiulus wearnei
- Neoseiulus vehementis
- Neoseiulus veigai
- Neoseiulus venustus
- Neoseiulus versutus
- Neoseiulus womersleyi
- Neoseiulus xizangensis
- Neoseiulus yanineki
- Neoseiulus yanoi
- Neoseiulus yonganensis
- Neoseiulus zwoelferi